# Faro de Villarreal de San Antonio
El faro de Villarreal de San Antonio es un faro que se encuentra en el margen derecho del río Guadiana, en Villarreal de San Antonio, Portugal.

## Historia
Los primeros planes de construir un faro en la ciudad datan de 1884, pero la construcción no comenzó hasta 1916. Entró en funcionamiento en enero de 1923, después de varios años de discusión sobre el mejor método de construcción, al estar construido en una zona arenosa. Se apoya sobre cimientos de hormigón armado. Sustituyó a un faro anterior, conocido como Farolinho de ferro (farolillo de hierro).
La luz se obtenía originalmente mediante incandescencia a partir de vapor de petróleo, con un alcance de 33 millas. Todavía hoy está equipado con una lente Fresnel de tercer orden con una longitud focal de 500 mm. En 1927 se electrificó el funcionamiento mediante generadores y en 1947 el faro se conectó a la red pública. En ese mismo año se sustituyó el sistema de relojería para girar el dispositivo óptico por motores eléctricos y se instaló una lámpara de 3000W que sería sustituida en 1983 por una de 1000W.
Un ascensor, instalado en 1957, permite acceder al faro, al que antiguamente se llegaba subiendo 220 escalones. Sin embargo, desde que se automatizó el faro en 1989, no ha habido farero. La parte superior de su torre circular tiene 46 metros de altura y ofrece vistas a la costa de Andalucía y al Castillo de Castromarín. La luz sirve de referencia para los navegantes tanto en aguas portuguesas como españolas.